# Howard St. John

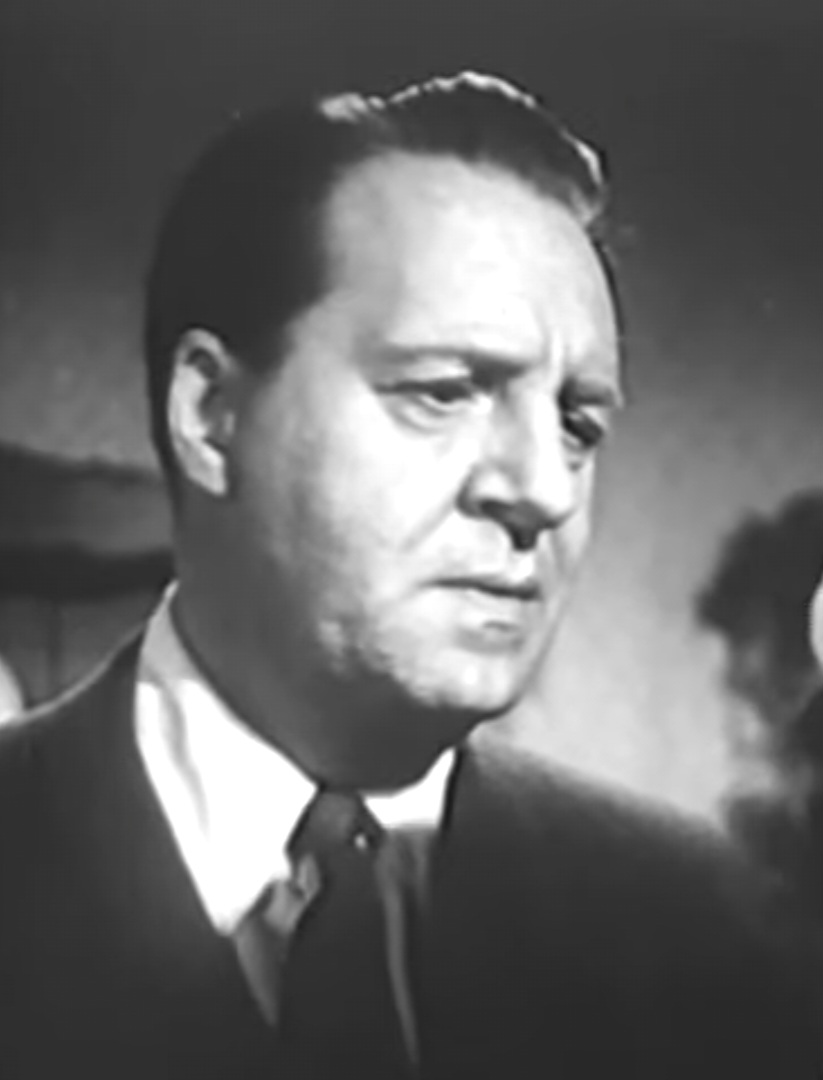
Howard St. John.

Howard St. John, född 9 oktober 1905 i Chicago, Illinois, död 13 mars 1974 i New York, var en amerikansk skådespelare.
S:t John debuterade på Broadway 1926, och kom att medverka i ett 20-tal uppsättningar där fram till 1968. Under 1950-talet och 1960-talet medverkade han som birollsinnehavare i flera Hollywoodfilmer där han fick gestalta karaktärer med auktoritet.

## Filmografi, urval
- 1949 – Flykt undan lagen
- 1950 – Född i går
- 1950 – Männen
- 1950 – Mister 880
- 1951 – Främlingar på tåg
- 1955 – Mord på fel person
- 1955 – Ljuva ungkarlstid
- 1961 – Ett, två, tre
- 1961 – En pyjamas för två
- 1964 – Kraschlandning
- 1965 – Sängkamrater